# Basílica Menor Nuestra Señora de la Monserrate

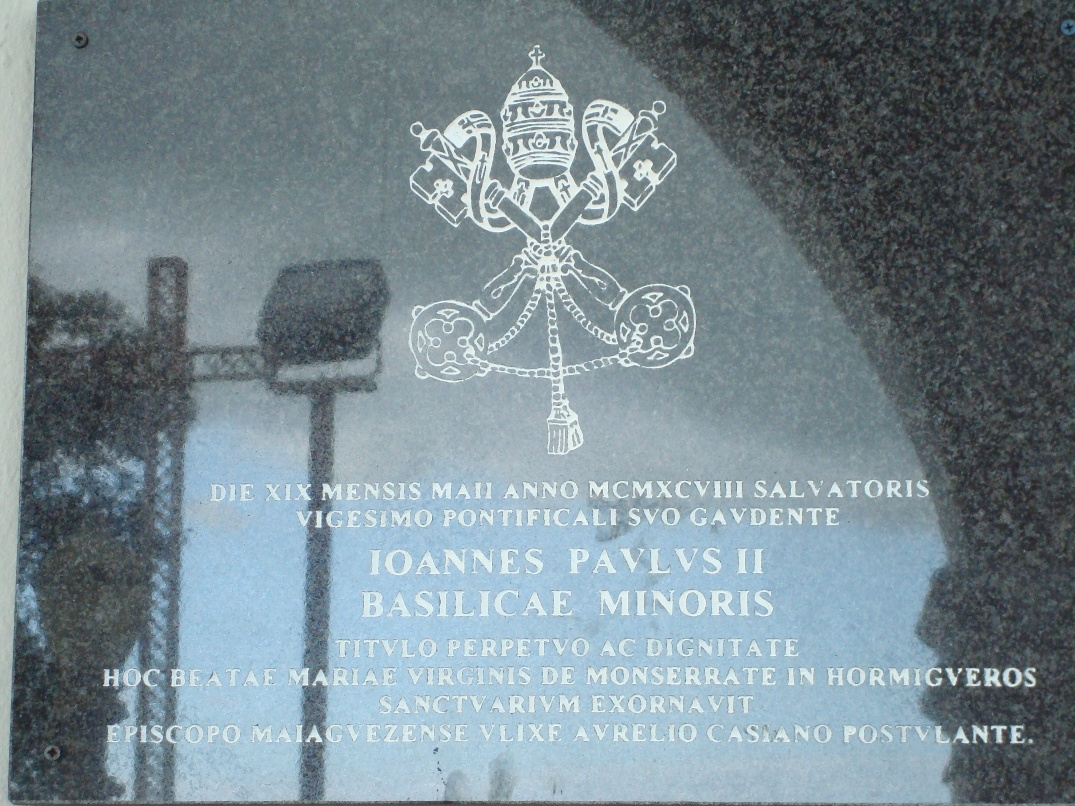
Placa Conmemorativa de Elevación a Basílica Menor por el Papa Juan Pablo II el 19 de mayo de 1998.

La basílica menor Nuestra Señora de La Monserrate es una basílica menor y santuario con origen en el siglo XVI en época española de la capitanía general de Puerto Rico situada en Hormigueros, Puerto Rico, EE. UU. con la advocación de Nuestra Señora de La Monserrate. 
Se trata del centro de peregrinación más importante de Estados Unidos, con 500.000 visitantes anuales, seguido por el santuario del Cristo de Chimayó (Nuevo México). 
La basílica santuario y la casa de Peregrinos fueron incluidas en el Registro Nacional de Lugares Históricos de Estados Unidos en 1975.

## Historia
La devoción a la virgen de La Monserrate comenzó a finales del siglo XVI, en época española de la capitanía general de Puerto Rico. La ermita primigenia se construyó en el 1590 para celebrar la intercesión de la virgen, quien salvó la vida del hacendado jíbaro Giraldo González ante la embestida de un toro a campo abierto. Un segundo milagro se le atribuye a la Virgen de la Monserrate al cuidar por el bienestar de la nieta del mismo, la cual anduvo perdida en el monte por quince días. Años después, Giraldo González enviudó y emprendió una vida como religioso, desempeñando como capellán de la ermita.
Del fervor y la devoción a la virgen de Monserrate es testimonio la declaración oficial y canónica del obispo de Puerto Rico Fernando de Valdivia y Mendoza de la ermita de Hormigueros como Santuario Nacional de Puerto Rico en 1720.
El municipio de Hormigueros se fundó el 1 de abril de 1874, año en que fue erigida la parroquia. Es el único pueblo de la Isla que surgió en torno a unos milagros atribuidos a la virgen María y las peregrinaciones que ese acontecimiento generó. 
El Papa Juan Pablo II elevó el Santuario a Basílica menor el 19 de mayo de 1998.

## Descripción
La primera ermita o capilla se construyó a finales del siglo XVI como una sencilla construcción de adobe en el lugar donde se levanta el actual santuario, que data del último cuarto del siglo XVIII, con reformas del siglo XIX.

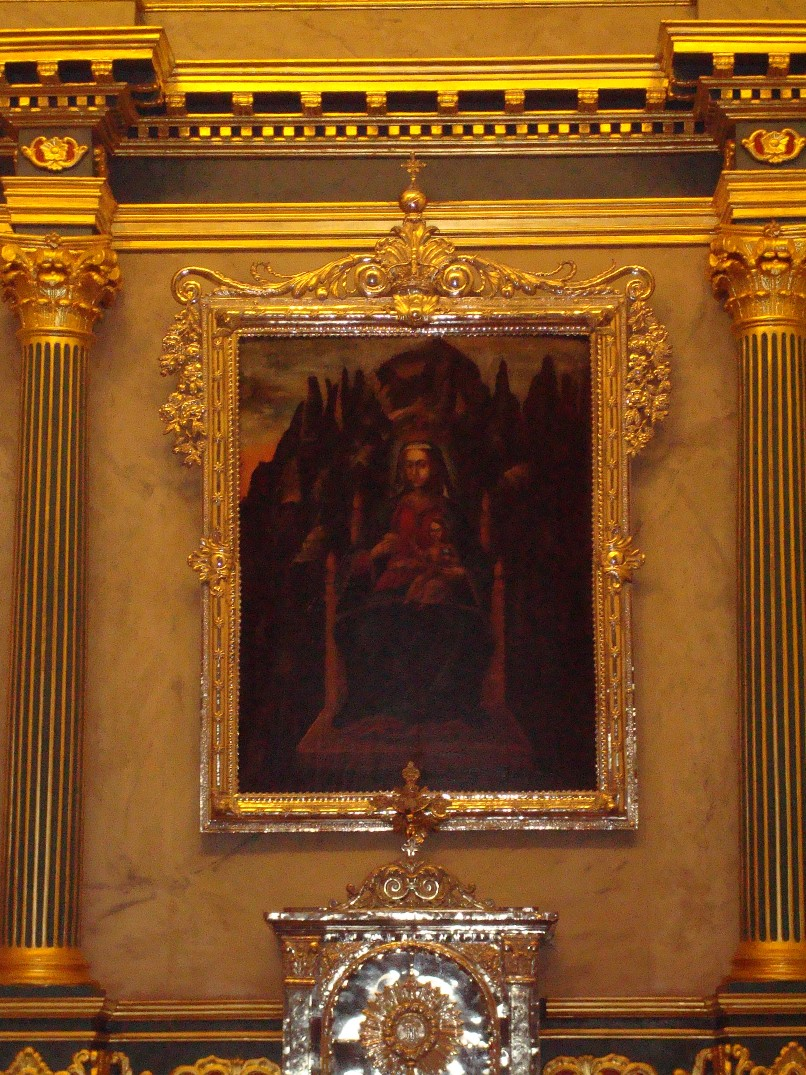
Cuadro de Nuestra Señora de La Monserrate (siglo XVI) en el altar
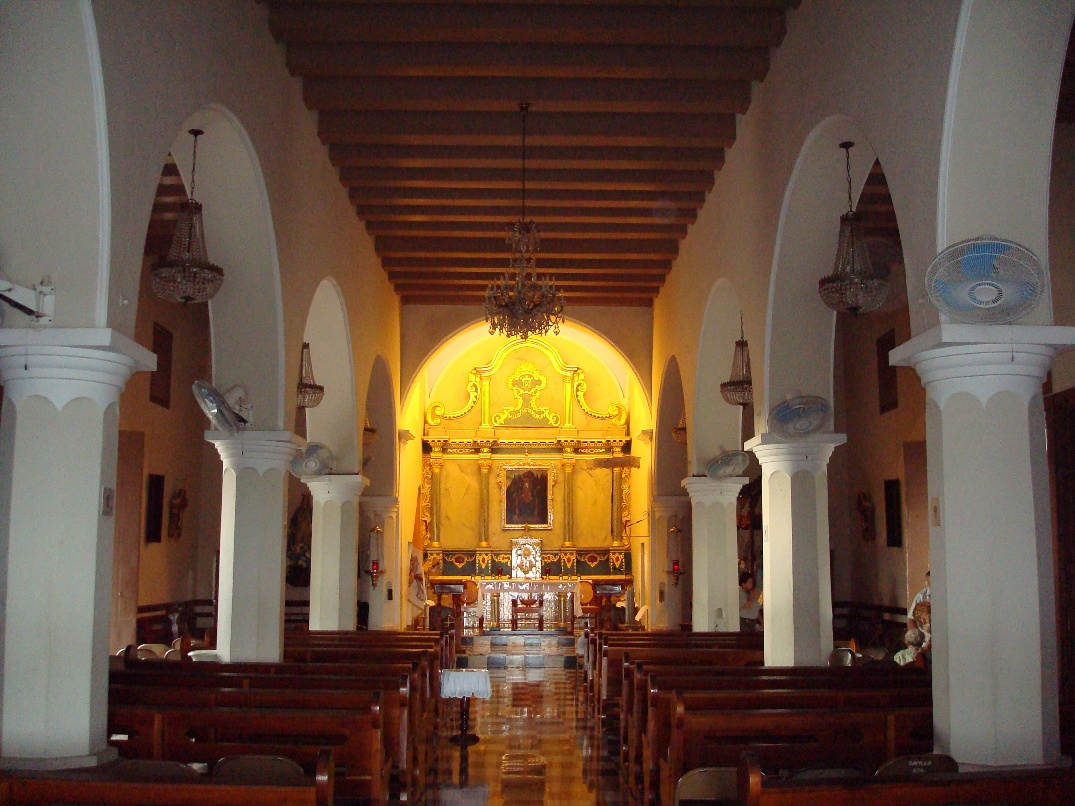
Interior del la basílica
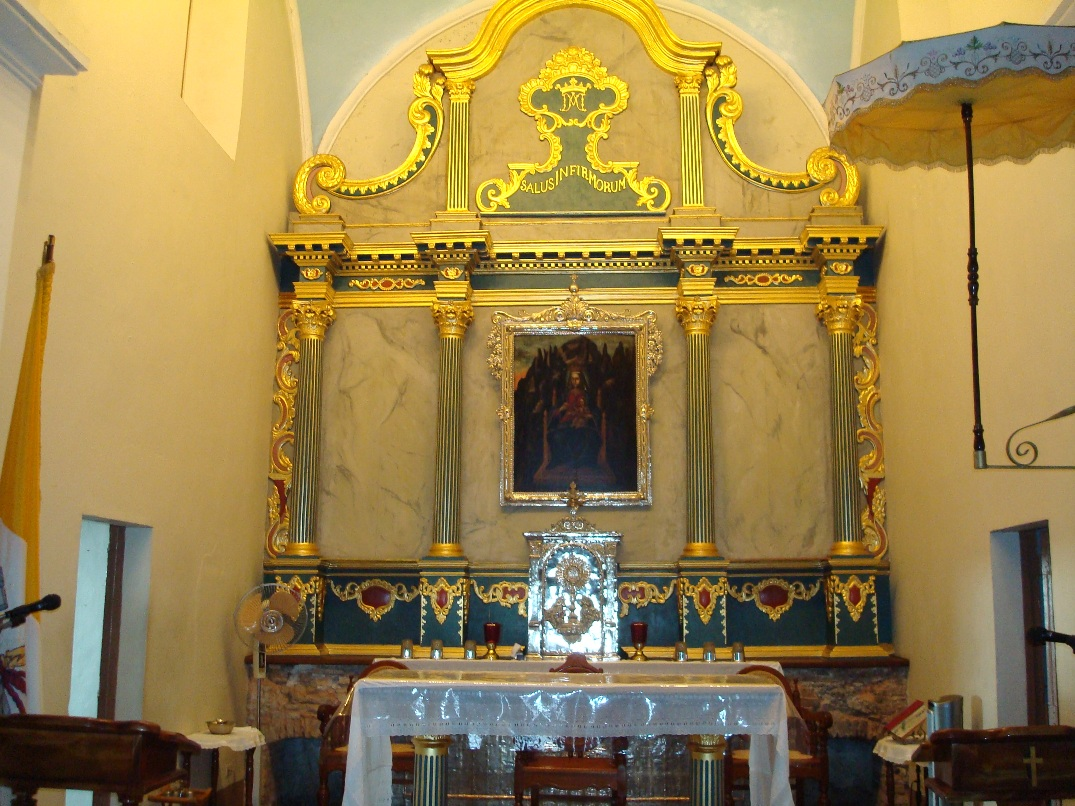
Altar de la Basílica Menor Nuestra Señora de la Monserrate
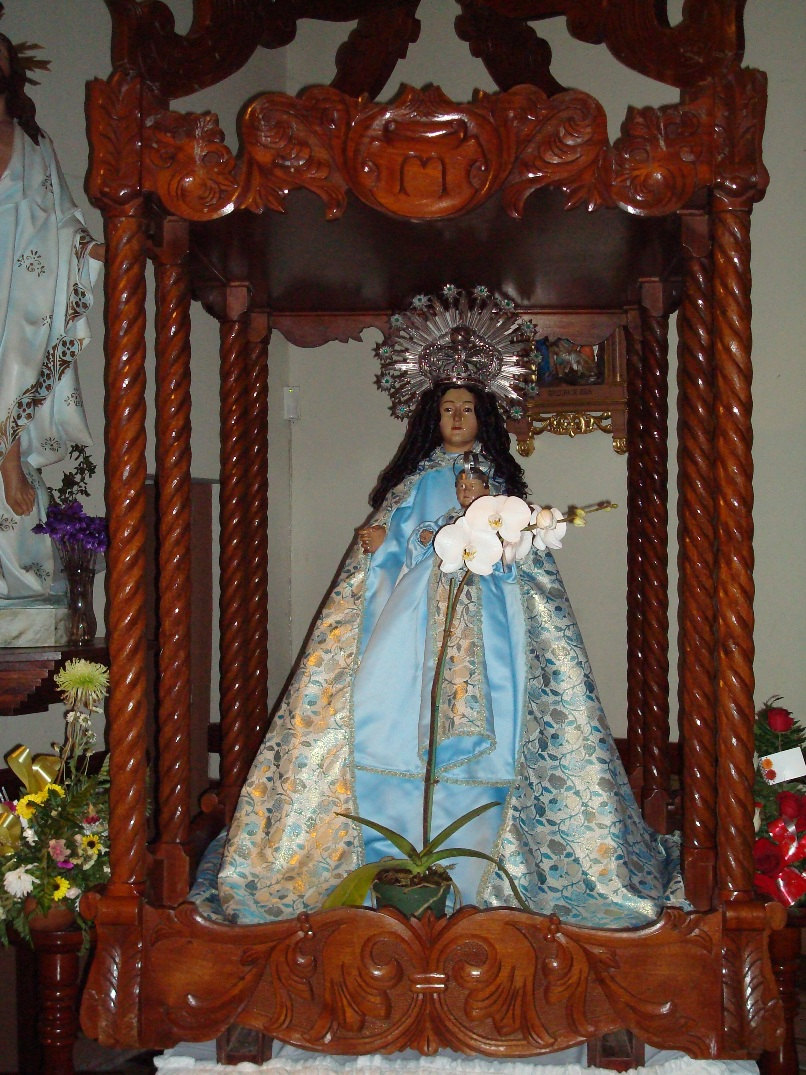
Imagen de procesionar de Nuestra Señora de Monserrate (siglo XVIII)

En el altar se encuentra la inscripción Salus Infirmorum (salud de los enfermos, en latín), una de las letanías del Santo Rosario y esto se debe a que la gente peregrinaba al Santuario en busca de salud. La pila bautismal es de mármol. En ella se bautizó a Segundo Ruiz Belvis abolicionista de la esclavitud, quien en esa misma pila celebró la libertad de los bebés esclavos.
Hoy un atrio rodea por las cuatro bandas. Una larga escalinata de 72 escalones da acceso a la entrada principal del templo desde el fondo del valle. Detrás, la breve meseta de la cumbre deja espacio a la histórica Casa de Peregrinos, actual casa parroquial, separada del atrio por una calle intermedia.

### Puerta Santa
La basílica santuario cuenta con una puerta santa que se encuentra en la parte posterior de la Basílica. En la parte superior de la puerta dice IANVA COELI que significa puerta Del cielo. Tiene cuatro cruces que significan los cuatro evangelistas Mateo, Marcos, Lucas y Juan. También tiene doce cruces que son los doce apóstoles. La puerta fue abierta el 15 de febrero de 2016 por motivo del Año Jubilar de la Misericordia. El 13 de diciembre de 2023 la puerta santa fue abierta nuevamente por el obispo de Mayagüez Mons. Ángel Luis Ríos Matos por motivo del inicio del Año Mariano en preparación a la celebración del 50 Aniversario de la Diócesis de Mayagüez. 

### Nuestra señora de La Monserrate
El lienzo de Nuestra Señora de La Monserrate se atribuye a Manuel García y es la pintura de mayor antigüedad de autor puertorriqueño en la isla.
La virgen de procesionar es una talla en madera y fue hecha entre 1740 y 1770. Cuenta con un importante ajuar, y en ocasiones pareciera una imagen de vestir por los trajes en estilo español y colores originales de azul, rojo y el amarillo y los ofrecidos por los devotos por alguna promesa. Además, cuenta con una corona de color plata, su silla es de madera y su trono es de madera de color marrón. 
La imagen de Nuestra Señora de la Monserrate fue coronada Canónicamente el 12 de febrero de 1995 por el Cardenal Luis Aponte Martínez de feliz memoria en una solemne celebración.
Los exvotos de oro, plata y cera (expresan la parte del cuerpo enfermo (pie, mano, ojos, etc. que las personas traían en agradecimiento y los prendía en el manto de la Virgen. Con el tiempo fueron tantos que se fundieron para hacer ornamentos del retablo: altar sagrario, lámparas del Santísimo y el marco del cuadro de la Virgen, que fue hecho por el platero napolitano Vicente Furiati, en el 1863.

## Fiestas marianas
Durante la novena (30 de agosto al 7 de septiembre) y Fiesta en su honor (8 de septiembre) la imagen de la Virgen es sacada en procesión. Durante las 9 noches de la novena la imagen es llevada en procesión por el atrio del Santuario y en su día es paseada por las calles del pueblo respectivamente, cabe señalar que es la imagen de la Virgen que más sale en procesión en todo Puerto Rico. 